# 黃腋光鰓雀鯛
黃腋光鰓雀鯛（学名：[Chromis xanthochira] 错误：{{Lang}}：文本有斜体标记（帮助）），又名黃光鰓魚、厚殼仔，为雀鯛科光鰓魚屬下的一个种。